# Silvicultrix spodionota
El pitajo de Kalinowski o pitajo coronado meridional (Silvicultrix spodionota) es una especie —o el grupo de subespecies Silvicultrix frontalis spodionota, dependiento de la clasificación consdierada— de ave paseriforme de la familia Tyrannidae perteneciente al género Silvicultrix, anteriormente situada en Ochthoeca. Es nativo de regiones andinas del oeste de América del Sur.

## Distribución y hábitat
Se distribuye a lo largo de la cordillera de los Andes desde el centro de Perú hasta el centro de Bolivia.
Esta especie es considerada de poco común a localmente bastante común en sus hábitats naturales: los bosques enanos, bordes de bosques montanos y enmarañados de matorrales, generalmente en elevaciones de 100 a 200 m abajo del límite del bosque. Entre 2800 y 4000 m de altitud, ocasionalmente bajo hasta los 1600 m y raramente a los 1300 m.

## Sistemática

### Descripción original
La especie S. spodionota fue descrita por primera vez por los ornitólogos alemán Hans von Berlepsch y polaco Jean Stanislaus Stolzmann en 1896 bajo el nombre científico de subespecie Ochthoeca jelskii spodionota; su localidad tipo es: « Pariayacu, Maraynioc, Perú».

### Etimología
El nombre genérico femenino «Silvicultrix» en latín significa ‘aquel que habita en los bosques’; y el nombre de la especie «spodionota», se compone de las palabras del griego «spodios» que significa ‘de color ceniza’, y «nōtos» que significa ‘de espaldas’.

### Taxonomía
La presente especie es tradicionalmente tratada como un grupo de subespecies del pitajo coronado (Silvicultrix frontalis), pero es considerada como especie separada por el Congreso Ornitológico Internacional (IOC)  con base en los estudios de García-Moreno et al. (1998).

### Subespecies
Según la clasificación del Congreso Ornitológico Internacional (IOC) se reconocen dos subespecies, con su correspondiente distribución geográfica:
- Silvicultrix spodionota spodionota (Berlepsch & Stolzmann, 1896) – Junín, oeste de Cuzco (en la Cordillera de Vilcabamba) y adyacencias del noreste de Ayacucho, en el centro de Perú.
- Silvicultrix spodionota boliviana (Carriker, 1935) – Andes del centro y sur de Perú (San Martín al sur hasta Huánuco, y valle del Urubamba en el sur de Cuzco) y Bolivia (pendiente oriental de La Paz hacia el sureste hasta el oeste de Santa Cruz).